# Uxbridge and South Ruislip

Mapa de la nueva circunscripción del Parlamento del Reino Unido de Uxbridge y South Ruislip.

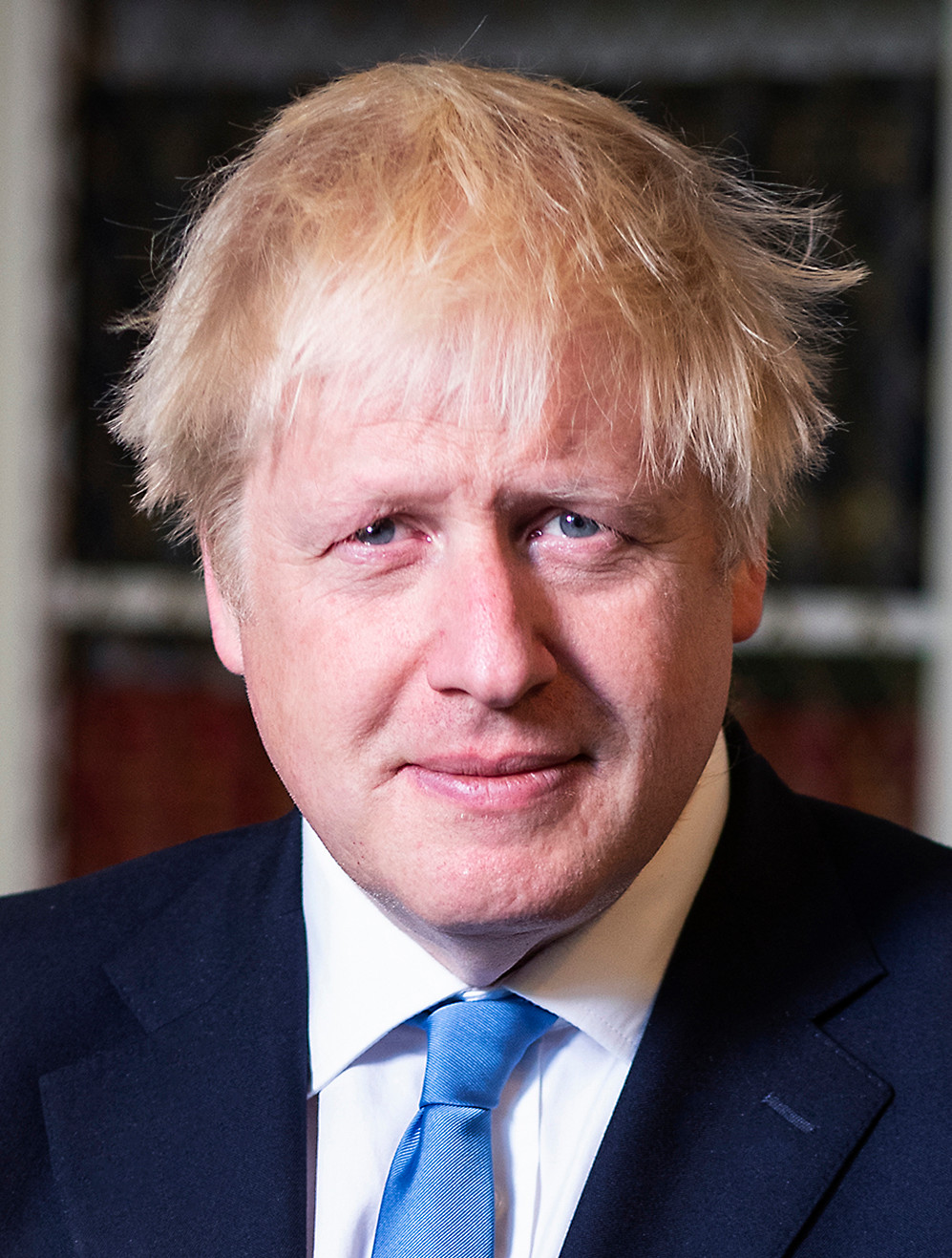
Boris Johnson, MP en representación de Uxbridge and South Ruislip y ex PM del Reino Unido.

La circunscripción de Uxbridge y South Ruislip es una circunscripción inglesa ubicada en el Gran Londres y representada en la Cámara de los Comunes del Parlamento británico por el ex primer ministro del Reino Unido, Boris Johnson (Partido Conservador) desde 2015.
| Elecciones Generales 2019 (Uxbridge and South Ruislip) | Elecciones Generales 2019 (Uxbridge and South Ruislip) | Elecciones Generales 2019 (Uxbridge and South Ruislip) | Elecciones Generales 2019 (Uxbridge and South Ruislip) | Elecciones Generales 2019 (Uxbridge and South Ruislip) |
| Partido                                                | Candidato                                              | Votos                                                  | %                                                      | +-                                                     |
| ------------------------------------------------------ | ------------------------------------------------------ | ------------------------------------------------------ | ------------------------------------------------------ | ------------------------------------------------------ |
| CON                                                    | Boris Johnson                                          | 25,351                                                 | 52.6                                                   | +1.8                                                   |
| LAB                                                    | Ali Milani                                             | 18,141                                                 | 37.6                                                   | –2.4                                                   |
| LD                                                     | Joanne Humphreys                                       | 3,026                                                  | 6.3                                                    | +2.3                                                   |
| Green                                                  | Mark Keir                                              | 1,090                                                  | 2.3                                                    | +0.4                                                   |
| UKIP                                                   | Geoffrey Courtenay                                     | 283                                                    | 0.6                                                    | –2.8                                                   |